# 21?!
21?! é o primeiro EP da cantora Marya Roxx. Ela gravou o EP juntamente com o produtor Kevin Shirley. Esse EP recebeu dois prêmios no Mavric Music Awards 2008: "Canção de Hard Rock do Ano" com "21?!", e "Canção de Punk do Ano" com "Rebel".

## Faixas
| N.º | Título                                   | Compositor(es) | Duração |  |
| 1.  | "21?!"                                   | Marya Roxx     | 4:20    |  |
| 2.  | "Oh Yeah"                                | Marya Roxx     | 3:28    |  |
| 3.  | "Rebel"                                  | Marya Roxx     | 3:11    |  |
| 4.  | "Nothing Going On" (cover do Clawfinger) | Clawfinger     | 3:24    |  |